# Ramón Cabrera
Ramón Cabrera y Griñó (Tortosa, 27 de diciembre de 1806-Wentworth, 24 de mayo de 1877) fue un militar español. Conocido como «El Tigre del Maestrazgo», fue un destacado líder carlista. Cabrera, que participó en la primera y segunda guerra carlista, tras la última se exilió en Inglaterra, donde contrajo matrimonio y moderó sus posiciones políticas. Tuvo los títulos nobiliarios de I duque del Maestrazgo, I conde de Morella y I marqués del Ter.

## Biografía

### Juventud
Su padre fue José Cabrera, marino mercante propietario de un falucho de 25 toneladas que murió cuando Ramón tenía cinco años. Siguió la carrera eclesiástica por voluntad materna, comenzando tempranamente sus estudios religiosos. En 1825 una herencia familiar le permitió disfrutar de un beneficio eclesiástico. El obispo de Tortosa, Víctor Damián Sáez, exministro de Fernando VII, de férreas convicciones absolutistas, no quiso ordenarle sacerdote ante su falta de vocación religiosa. Abandonó el hábito para sumarse al levantamiento carlista de 1833, en favor del pretendiente Carlos María Isidro.

### Primera guerra carlista
Huyendo de un anunciado destierro en Barcelona, se incorporó a las tropas carlistas que habían tomado Morella. A los pocos días de su incorporación su formación le permitió ocupar cargo de secretario de los mandos carlistas, convirtiéndose en el hombre de confianza de Marcoval, el cabecilla más importante de cuantos permanecían en las partidas del Maestrazgo.

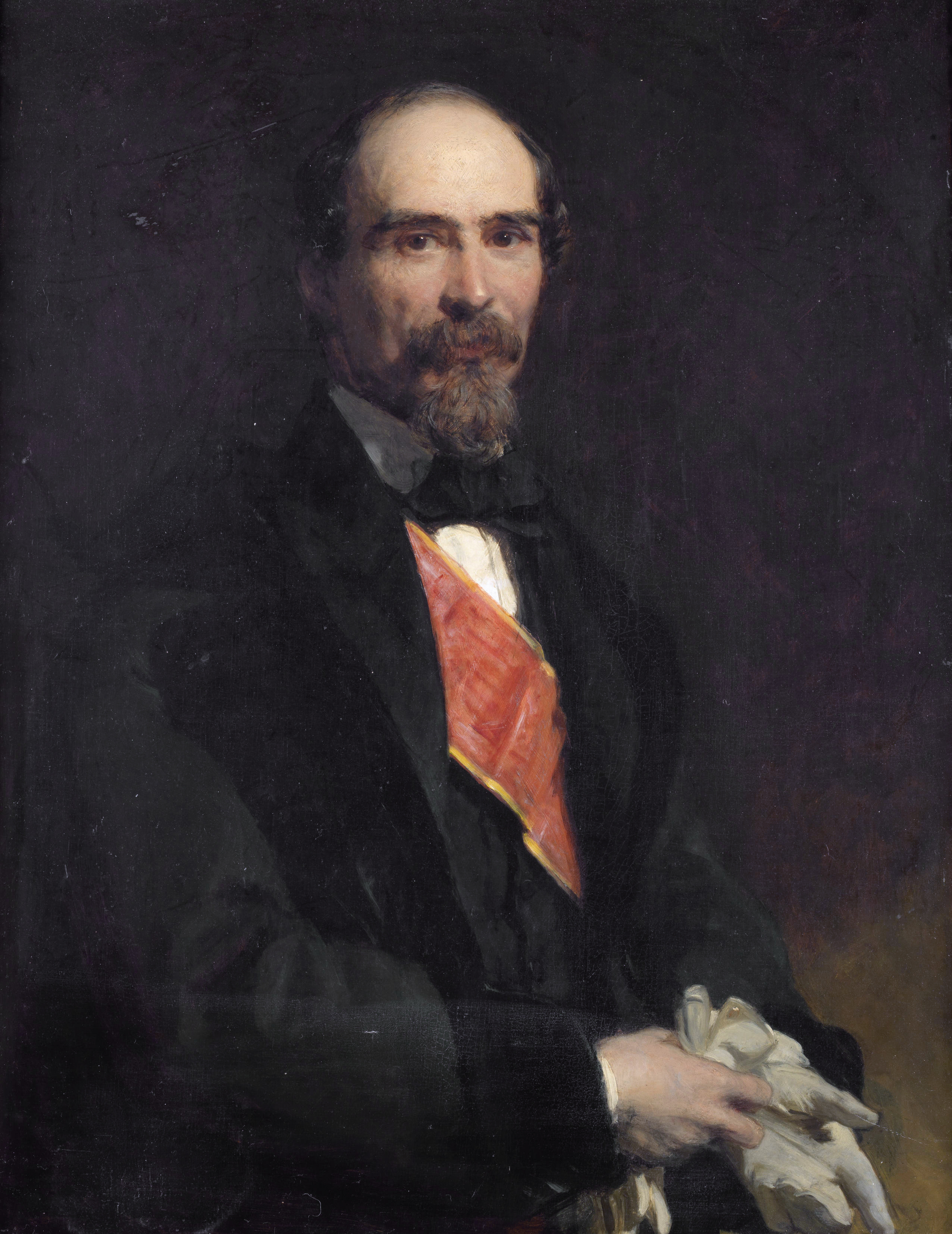
Ramón Cabrera, "El Tigre del Maestrazgo", pintado por John Prescott Knight.

Fue ascendido a coronel en 1834 por el pretendiente, bajo las órdenes del general Manuel Carnicer, primer jefe de las tropas carlistas en Aragón y Valencia, hasta que este último fue detenido y fusilado en abril de 1835. Cabrera le sustituyó en el mando por disposición del mismo Carnicer. Nombrado comandante general interino del Bajo Aragón, destacó en sus esfuerzos por organizar las fuerzas y la estrategia de la facción. Consolidó su puesto de mando en Cantavieja, en donde publicó un Boletín del Ejército Real de Aragón, edificó una fortificación, articuló una red de aprovisionamiento y puso en funcionamiento una fábrica de cañones y munición. La estrategia del ejército liberal fue desde sus inicios extremadamente cruel y feroz, buscando el exterminio de las guerrillas carlistas. Cabrera mantuvo durante los dos primeros años de guerra una actitud de respeto a los prisioneros que iba haciendo en diferentes acciones, a los que liberó hasta en siete ocasiones. A pesar de ello los liberales le pusieron el sobrenombre de «Tigre del Maestrazgo».
El proceder del general carlista se pudo observar en multitud de casos durante sus campañas militares en el Maestrazgo. En el pueblo de Burjassot ocurrió uno de los sucesos más terribles de la biografía de Ramón Cabrera. Cuentan las crónicas de aquel momento que tras tomar sus tropas la población cercana a Valencia el general preparó un festín para celebrar la victoria. En medio de la fiesta, mientras deglutían y bebían vino en grandes cantidades, mandó traer a los prisioneros, y en mitad del banquete, mientras seguían disfrutando del condumio, ordenó fusilar por tandas a todos los prisioneros en una orgía de sangre y vino. Uno de los sucesos más conocidos de la historiografía sobre Ramón Cabrera ocurrió cuando ordenó que fusilasen a los alcaldes de Torrecilla y Valdealgorfa, en la comarca de  Alcañiz,  por  creer  el  general  que  habían  prestado  ayuda  a  los  liberales.
En represalia, el general Nogueras, con la autorización del capitán general de Cataluña, el general Espoz y Mina, ordenó fusilar a Ana María Griñó, la madre de Ramón Cabrera, a la que tenían presa desde hacía un año y medio. Tras ello, la guerra se volvió muy sanguinaria y el padrastro de Cabrera, Felipe Calderó, decidió en venganza reunir una flotilla para atacar y saquear buques isabelinos. El fusilamiento de la madre de Ramón Cabrera encarnizó aún más la contienda en el Maestrazgo. La represalia comenzó con el fusilamiento de cuatro mujeres que mantenía como prisioneras. La historia de una de las fusiladas demuestra hasta qué punto la vorágine de sangre había nublado el discernimiento del general. Una de las jóvenes fusiladas se llamaba Cintia Fos, tenía 18 años, y el general sentía algo especial por ella, puesto que le habría propuesto matrimonio. Lo cual no le impidió llevar a cabo el asesinato.

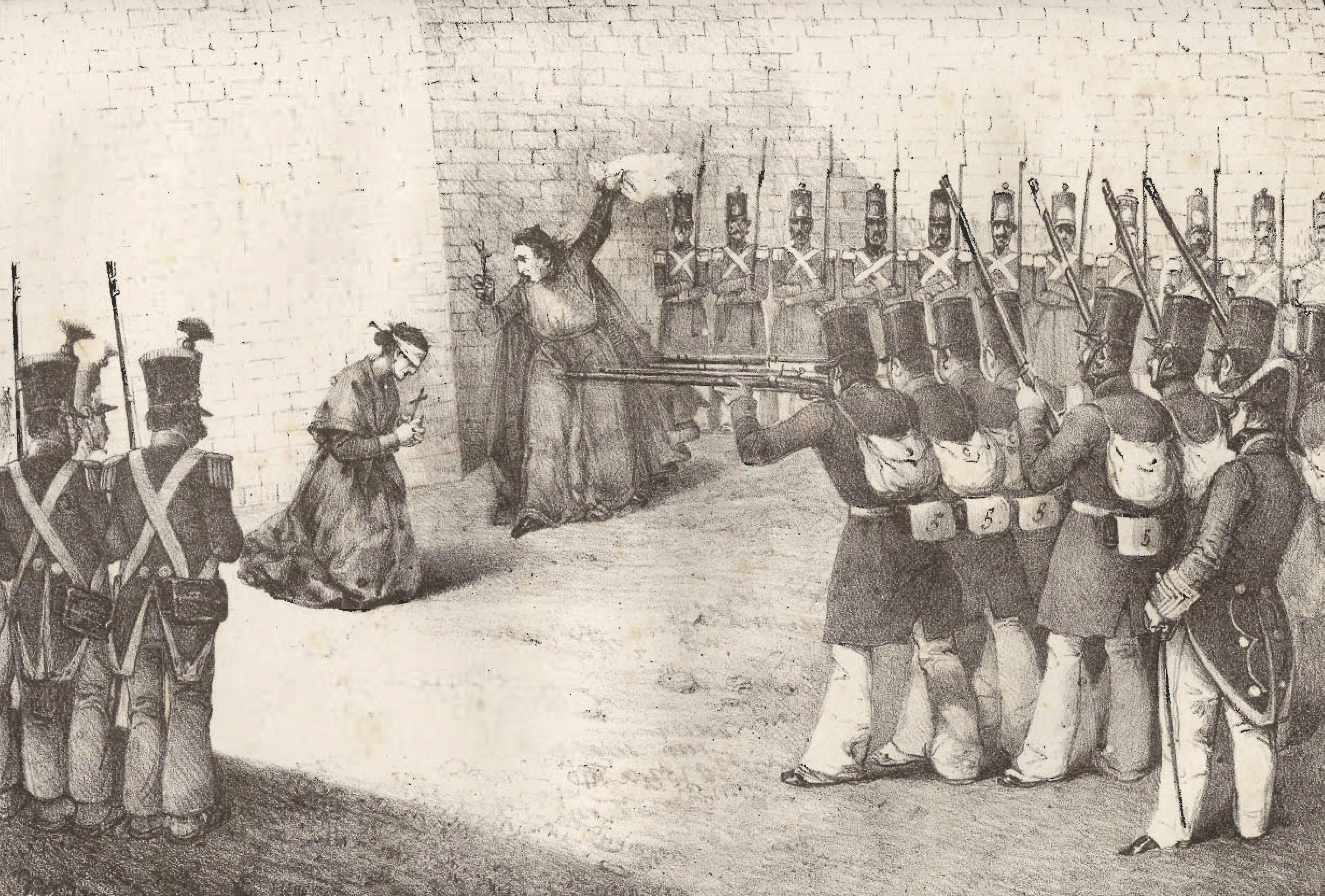
Fusilamiento de la madre de Cabrera (1836)

Tomó parte en las dos mayores expediciones carlistas durante la guerra. Entre junio y noviembre de 1836 colaboró con el general Miguel Gómez Damas en la expedición que recorrió, principalmente Andalucía donde una acción directa de Cabrera permitió la ocupación de Córdoba y Extremadura, hasta su derrota en Villarrobledo. De mayo a octubre de 1837 tomó parte en la llamada Expedición Real, encabezada por el propio pretendiente Carlos V, en la que la vanguardia mandada por Cabrera llegaría a las puertas de Madrid y esperaría en vano la orden del pretendiente de atacar una capital desguarnecida.

El Estado de las regiones alrededor no invitaba a viajar por ellas. Cabrera estaba alrededor con un ejército de acaso 10 000 hombres
George Borrow

En enero de 1838 tomó Morella, la convirtió en la capital del territorio bajo su control y en el verano siguiente la defendió con éxito frente al general Oráa. En recompensa a sus servicios, el pretendiente le nombró Conde de Morella. En el mismo año batió completamente en Maella a la mejor división del ejército liberal, conocida como la del "ramillete" al mando del general Pardiñas. No aceptó el convenio de Oñate (Abrazo de Vergara) de 1839, firmado entre los generales Baldomero Espartero y Rafael Maroto, que llevó a la disolución del ejército carlista del Norte, por considerarlo una traición. Por tanto, Cabrera quedó como único general de la causa del pretendiente, y al mando de 25 000 hombres prolongó la lucha en el Maestrazgo hasta mayo de 1840, fecha en la que gravemente enfermo, Espartero, al mando de todo el ejército venido del Norte logró tomar la ciudad. El 6 de julio, tras una retirada que le llevó a atravesar Cataluña, Cabrera y seis de sus batallones que le habían seguido, cruzaron la frontera francesa. El gobierno francés, aliado del español, le mantuvo confinado en los castillos de Ham y Lille, hasta que en octubre de dicho año se le dio la libertad vigilada. Poco después Cabrera se instaló en Lyon, donde residió durante varios años, recibiendo una pensión del gobierno francés.

### Segunda guerra carlista

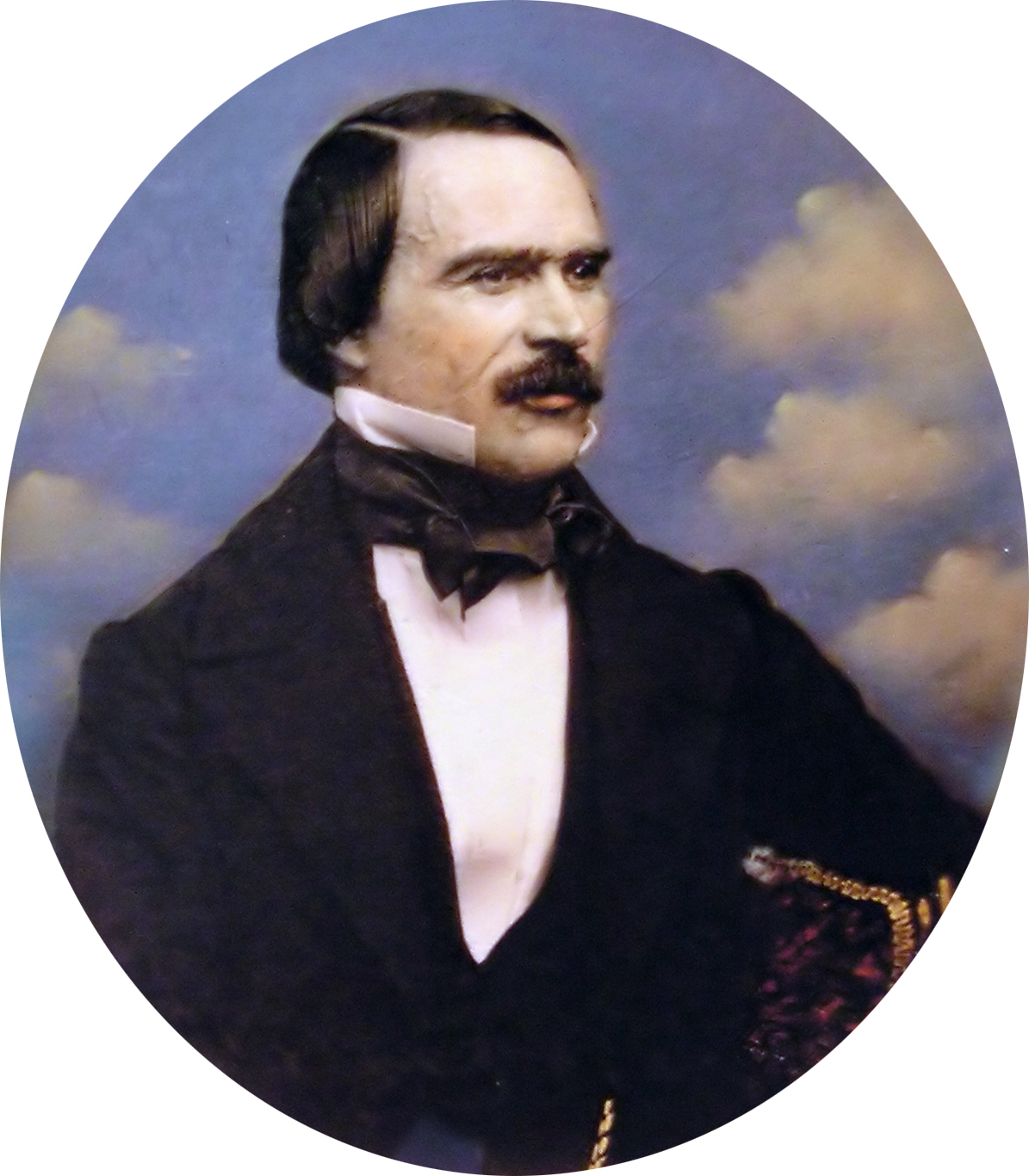
Daguerrotipo de Ramón Cabrera realizado por W. E. Kilburn en 1850

En 1847, se produce el levantamiento de los matiners. Ya ese año, partidas inconexas se habían levantado en apoyo de la causa carlista. Eran los prolegómenos de la segunda guerra carlista. En 1848, Cabrera, sin creer en las posibilidades de victoria, pero siguiendo las órdenes del nuevo pretendiente Carlos VI, deja su exilio, organiza la guerrilla en las montañas de Cataluña y se pone al frente de las partidas carlistas en Cataluña, Aragón y Valencia. Derrotado, se exilia de nuevo a Francia en abril de 1849, siendo confinado en Marsella. Desde allí marchó a Inglaterra, donde el 29 de mayo de 1850 contrajo matrimonio con Marianne Catherine Richards, de credo protestante y heredera de una opulenta y célebre familia de comerciantes y abogados ingleses. Fijó su residencia en Wentworth, cerca de Londres.

### Últimos años

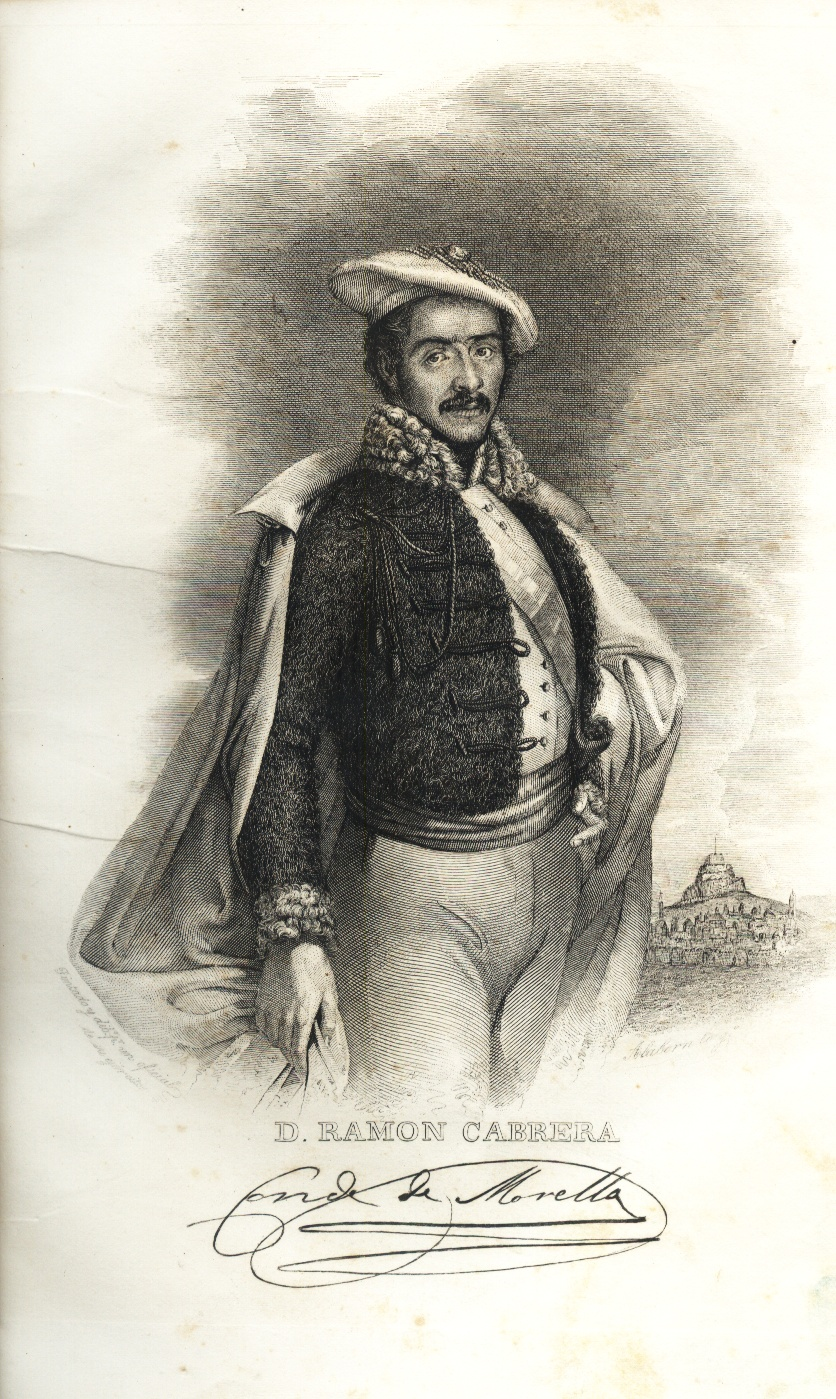
Retrato de Ramón Cabrera

En Inglaterra, su matrimonio le permitió llevar una vida de prosperidad, aunque continuó siempre en contacto con la causa carlista. No volvió a participar personalmente en insurrección alguna, pero puso a disposición de Carlos VI cuantiosas ayudas económicas. Su experiencia inglesa, su percepción de la realidad europea y la influencia de autores como Balmes, le hicieron ver con claridad la situación del carlismo en el nuevo contexto político español, lo que le llevó a alejarse paulatinamente de la estrategia insurreccional que todavía era el epicentro de la Comisión Regia Suprema del carlismo, y a enfrentarse poco a poco con la camarilla del nuevo pretendiente carlista, el autoproclamado Carlos VII. 

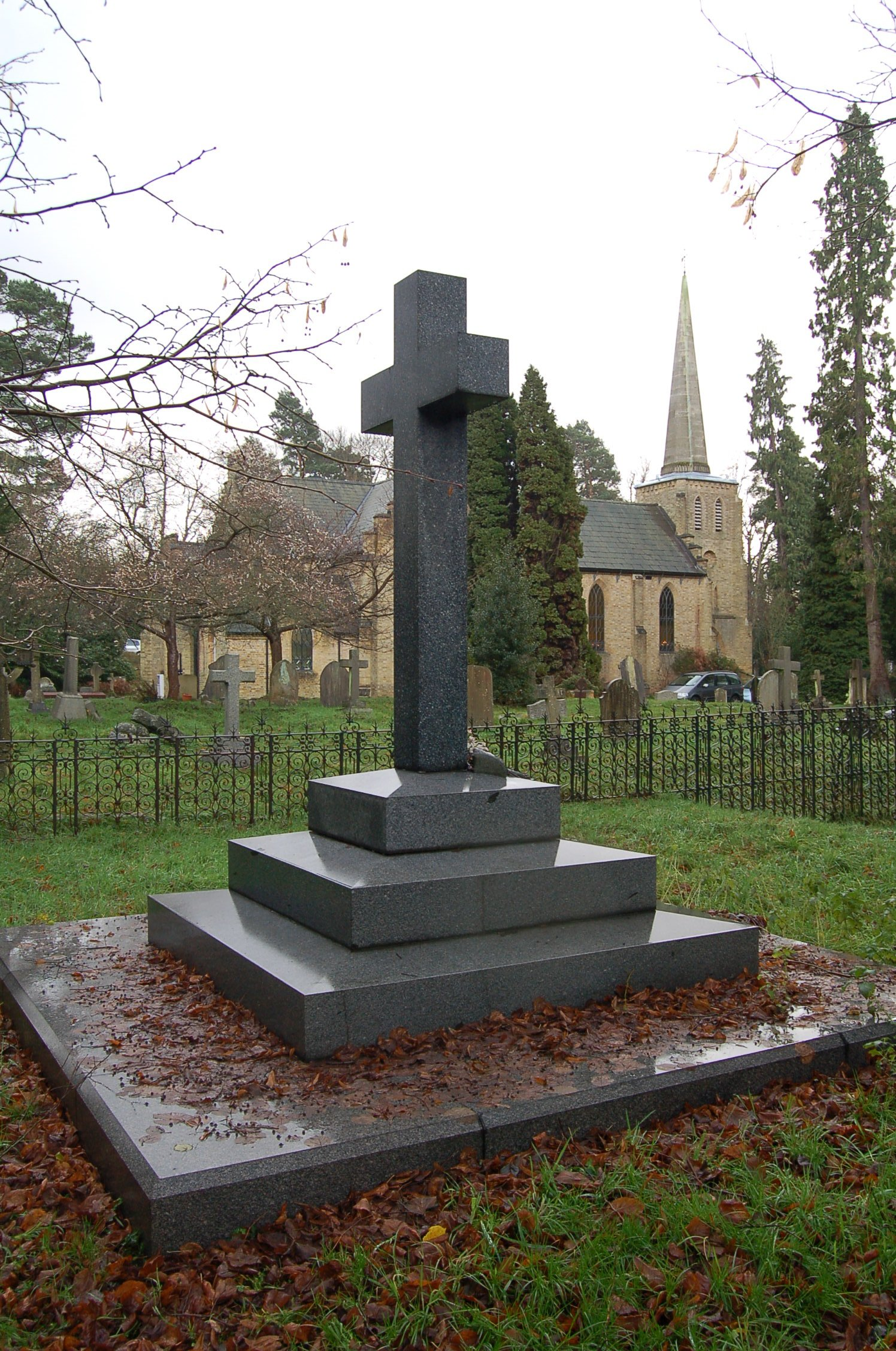
Tumba de Cabrera

En 1869 el pretendiente viajó personalmente a Londres para proponerle una nueva insurrección ante los sucesos del Sexenio Revolucionario, pero Cabrera, la última vieja gloria del carlismo, rechazó de plano la propuesta. Aunque fue nombrado jefe del partido carlista en 1869, el año siguiente renunció al cargo por desavenencias con Carlos VII, siendo aceptada su decisión por la asamblea de Vevey convocada al efecto. 
La llegada de la Restauración tras el golpe del general Martínez Campos y el ascenso al trono de Alfonso XII pusieron en evidencia la cordial concordancia existente entre la actitud del antiguo caudillo carlista y el nuevo proyecto de orden social que proponía el canovismo. Alfonso XII, en visita personal a Cabrera a Wentworth, encontró numerosos puntos en común en torno a las bases políticas que debía tener la monarquía restaurada. Desengañado de Carlos VII, en 1875 reconoció al nuevo rey, que a su vez reconoció a Cabrera su graduación y título nobiliario. No volvió a España, muriendo en Inglaterra.

## Opiniones militares sobre Cabrera
Para conocer la auténtica valía de Ramón Cabrera como militar, nada mejor que intentar conocer la opinión que de él tenían otros militares, en especial si eran adversarios. 
Una de las primeras referencias que se tienen proviene de un oficio del general liberal Rafael Horé Díaz, que en junio de 1834, es decir, a los ocho meses de iniciada la guerra, dice:

Parece imposible que Cabrera sea criatura humana, respecto a que cuanto alcanza la ciencia militar y la astucia de los hombres más sagaces se ha empleado para sorprenderle, pero todo lo ha hecho vano el atrevimiento del caudillo carlista.

También el general Agustín Nogueras, el que posteriormente haría fusilar a la madre de Cabrera, en un oficio dirigido a la superioridad el 23 de abril de 1835 dice:

Pero no es creíble que Cabrera ni los suyos sean hombres: jamás he visto más decisión, valor ni serenidad; no es posible que las tropas de Napoleón hayan nunca hecho, ni podido hacer una retirada por un llano de cuatro horas con tanto orden...Si a Cabrera no se le corta el vuelo, este cabecilla dará mucho que hacer a la causa de la libertad; debe el gobierno tomar medidas fuertes y enérgicas para destruirle, pues de lo contrario aquel con el prestigio y arrojado valor, tiene alucinada su gente y llena de confianza, así como los pueblos.

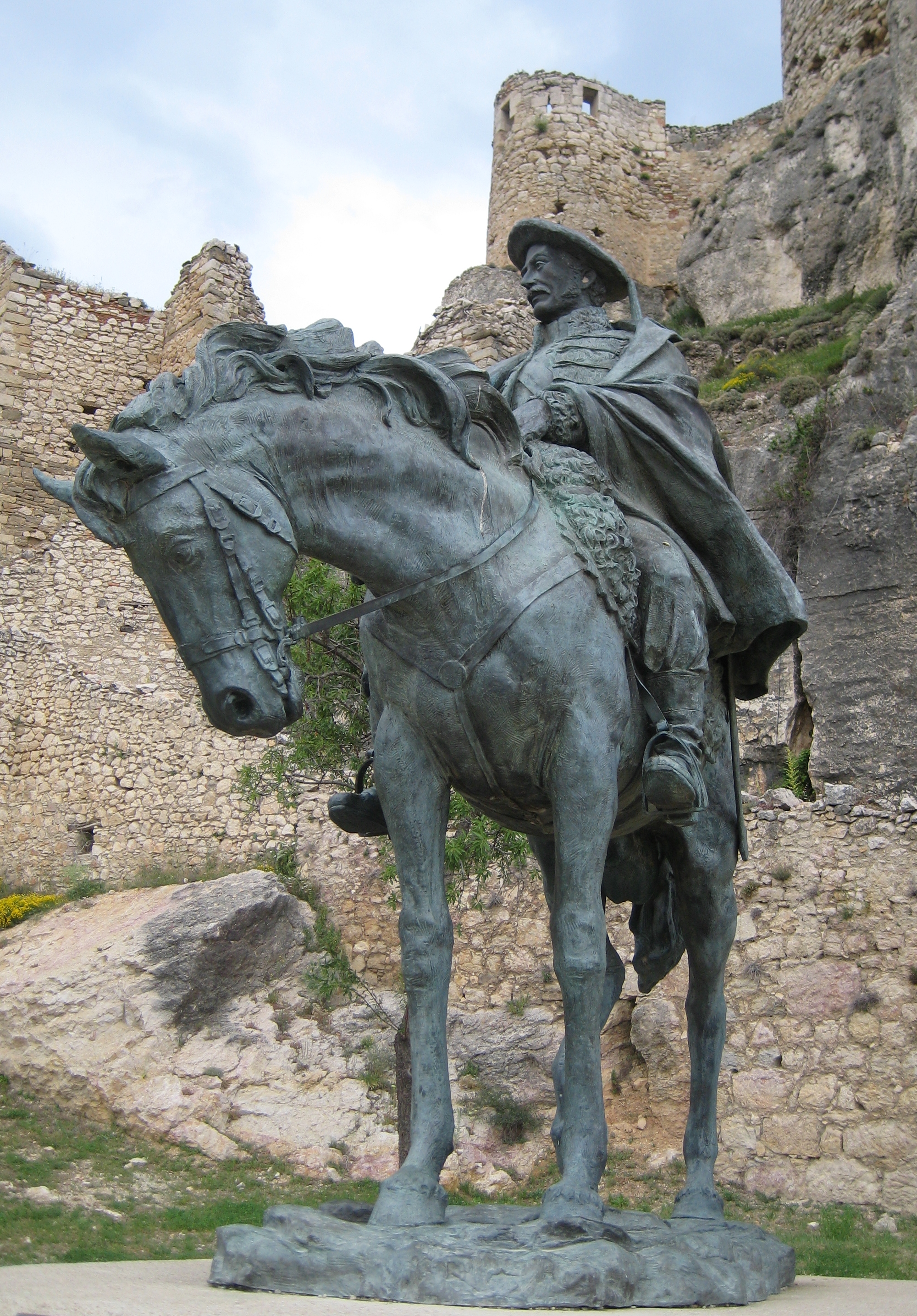
Monumento a Cabrera en el castillo de Morella

El reconocimiento a sus méritos militares también se daba entre los militares carlistas, como se puede observar en el escrito que el Conde de España, comandante del ejército carlista de Cataluña, dirigió a Cabrera en octubre de 1838 en el que le decía:

Cuento tantos años de general como V.E. de existencia; esto no será obstáculo para que yo ponga con alegría mis tropas a las órdenes de un general victorioso que la Providencia parece haber elegido como instrumento para la ejecución de sus designios.

También el general Wilhelm von Rahden afirmó:

Con Zumalacárregui había muerto en el Ejército del Norte la genialidad, no ya el genio de sus generales. Fuera de Cabrera en Aragón y Valencia, no he tenido ocasión de conocer ningún otro general en España que se le pudiera comparar.

En noviembre de 1927, casi cien años después de iniciarse la primera guerra carlista, una revista del Ministerio de la Guerra titulada Memorial de Caballería, inserta un artículo titulado Una enseñanza de la primera guerra civil en el que se lamenta la falta de un estudio militar en profundidad sobre esta guerra y se afirma:

de haber nacido Cabrera veinte o treinta años antes, con lo que hubiera hecho armas contra los invasores de su patria y no contra españoles, ninguno de los guerrilleros que tan famosos se hicieron en la guerra de la Independencia hubiera podido compararse con él. Porque ninguno poseyó en tan grande escala las dotes de organizador; ninguno tuvo una comprensión tan clara y general del terreno, ninguno supo crear, como él, un verdadero método de guerra, adaptado al tiempo, al adversario y a las circunstancias. Igualáronle varios en audacia y osadía, en rapidez de movimientos, en concentrarse para combatir y dispersarse para desaparecer, en perseverancia y energía; pero todos fueron guerrilleros locales, mientras que Cabrera fue un guerrillero que aplicó con pureza verdaderamente admirables los mejores y más fecundos principios militares.

## Títulos nobiliarios
Carlos VII ofreció a Cabrera el título de duque del Maestrazgo y la Orden carlista del Toisón de Oro, para animarlo a participar en la 3.ª guerra carlista. Cabrera los rechazó y le devolvió el Toisón de Oro que había pertenecido a Carlos V. Cuando Alfonso XII reconoció los grados militares y los títulos nobiliarios, Cabrera solo solicitó los de conde de Morella y marqués del Ter, que le fueron reconocidos. Hoy, sus descendientes los conservan, no así el Ducado del Maestrazgo, del que nunca más se supo.

## Cabrera en la literatura
- La campaña del Maestrazgo. Benito Pérez Galdós. Madrid 1917.
- La venta de Mirambel. Pio Baroja. Madrid 1930.
- Los confidentes audaces. Pio Baroja. Madrid 1930.
- La mariposa y la llama (teatre). Mariano Tomás. Madrid 1942.
- Los hermanos carlistas. Juan Cepas. Barcelona 1969.
- Paisaje con figuras. Antonio Gala. Madrid 1985.
- El Tigre Rojo. Carlos Domingo. Barcelona 1991.
- Les històries naturals. Joan Perucho. Barcelona 1960.
- Cabrera. Víctor Decofrens. Valencia 1995.
- El testamento de amor de Patricio Julve. Antón Castro. Barcelona 1995.
- Incidente en Wentworth. Josep Carles Clemente. Madrid 2002.
- La creu de Cabrera. Joan Andrés Sorribes. Valls 2003.
- L'hivern del Tigre. Andreu Carranza. Barcelona 2004.
- El Rey del Maestrazgo. Fernando Martínez Laínez. Madrid 2005.
- El invierno del Tigre. Andreu Carranza. Valls 2006.
- Rutas carlistas. Morella, Tortosa y Benassal. J.J. Rovira Climent. Ed. Episteme. Barcelona 2008.
- "Fabricación británica. Folletín romántico del Maestrazgo". Antonio Castellote. Ed. Libros Certeza, Zaragoza, 2007